# Muskon
Muskon of muscon (van het Latijnse muscus) is het voornaamste bestanddeel (0,5 tot 2%) van de geur van natuurlijk muskus. Het is een sterk geurende olieachtige vloeistof, die in de natuur enkel als (-)-enantiomeer voorkomt. Chemisch gezien is het een macrocyclisch keton met een methylgroep op de 3-plaats.

## Geschiedenis
Muskon werd in 1906 voor het eerst geïsoleerd uit muskus in de vorm van witte kristallen door de Duitse chemicus Heinrich Walbaum, die de stof ook de naam muskon gaf. Lavoslav Ružička helderde de structuur van muskon op in 1926.

## Winning en synthese
Natuurlijk muskon werd traditioneel uit muskus gewonnen, een natuurlijk parfum uit de geurklieren van het muskushert. Daar het winnen van muskus het doden van het dier vergt, is tegenwoordig zowat alle muskus van synthetische oorsprong. Synthetisch muskon is meestal een racemaat, maar ook asymmetrische synthese van (-)-muskon is mogelijk. Eén synthese vertrekt van (R)-citronellal, waarbij de ring wordt gevormd via een ringsluitingsmetathesereactie:

## Toepassingen
Muskon wordt als geurstof in cosmetica, zeep, wasmiddelen en parfums toegepast.